# Дементьев, Николай Тимофеевич
Никола́й Тимофе́евич Деме́нтьев (14 (27) июля 1915, Петроград, Российская империя — 5 июня 1994, Москва, Россия) — советский футболист, нападающий. Заслуженный мастер спорта СССР (1947). Брат известного футболиста Петра Дементьева.
Отличался высокой техникой, точным пасом, сильным ударом с любых позиций.

## Биография
С 1929 играл за команду ф-ки им. С. Н. Халтурина, выступал в командах «Динамо» Ленинград (1934—1936, 1937—1939), «Спартак» Ленинград (1936), ЦДКА (1937), «Динамо» Москва (1940—1945), «Спартак» Москва (1946—1954).
Также играл в хоккей с мячом.
Окончил школу тренеров при ГЦОЛИФК. Работал тренером в московской ФШМ, помощником Никиты Симоняна в московском «Спартаке». В футбольной школе тренировал Владимира Федотова, Геннадия Логофета и многих других будущих известных советских футболистов.

Могила Ник. Дементьева

Похоронен на Ваганьковском кладбище на 58-м участке. Вместе с ним захоронены его супруга Зинаида Ивановна (1917—1970) и дочь Галина Николаевна (1939—1974). 2 сентября 2008 года на могиле был установлен новый памятник.

## Достижения

### футбол
- Чемпион СССР: 1940, 1945, 1952, 1953
- Обладатель Кубка СССР: 1946, 1947, 1950
- За сборную СССР сыграл в 8 неофициальных матчах.
- Член клуба Григория Федотова: 115 голов
- В чемпионатах СССР провел 266 матчей, забил 86 голов.
- Четырежды входил в списки лучших футболистов сезона: № 1 — 1938,1950, № 2 — 1949, № 3 — 1948.
- Участник турне «Динамо» по Великобритании 1945 года

### хоккей с мячом
- Дважды входил в списки лучших игроков сезона: 1950, 1951.
- Бронзовый призёр чемпионата СССР: 1950, 1951.

## Награды
- орден Трудового Красного Знамени (27.04.1957) — «за успехи, достигнутые в деле развития массового физкультурного движения в стране, повышения мастерства советских спортсменов, и успешное выступление на международных соревнованиях»